# Ключёвский сельсовет (Беляевский район)
Ключёвский сельсовет — сельское поселение в Беляевском районе Оренбургской области Российской Федерации.
Административный центр — село Ключёвка.

## История
Статус и границы сельского поселения установлены Законом Оренбургской области от 2 сентября 2004 года № 1424/211-III-ОЗ «О наделении муниципальных образований Оренбургской области статусом муниципального района, городского округа, городского поселения, установлении и изменении границ муниципальных образований»

## Население
| 2010  | 2012  | 2013  | 2014  | 2015  | 2016  | 2017  |
| ----- | ----- | ----- | ----- | ----- | ----- | ----- |
| 1619  | ↘1562 | ↘1539 | ↘1524 | ↗1532 | ↘1520 | ↘1474 |
| 2018  | 2019  | 2020  | 2021  |       |       |       |
| ↘1453 | ↘1421 | ↘1376 | ↘1363 |       |       |       |

## Состав сельского поселения
| № | Населённый пункт | Тип населённого пункта       | Население |
| - | ---------------- | ---------------------------- | --------- |
| 1 | Андреевка        | село                         | 122       |
| 2 | Блюменталь       | село                         | 250       |
| 3 | Ключёвка         | село, административный центр | 820       |
| 4 | Старицкое        | село                         | 427       |